# Desa Sidakaton (administrativ by i Indonesien, lat -6,89, long 108,84)
Desa Sidakaton är en administrativ by i Indonesien.   Den ligger i provinsen Jawa Tengah, i den västra delen av landet, 230 km öster om huvudstaden Jakarta.